# Białobłocie (osada leśna w województwie wielkopolskim)
Białobłocie – osada leśna w Polsce położona w województwie wielkopolskim, w powiecie złotowskim, w gminie Lipka.